# Uszakowka (rejon atiaszewski)
Uszakowka (ros. Ушаковка) – wieś (sieło) w Rosji, w Mordowii, w rejonie atiaszewskim. W 2010 liczyła 216 mieszkańców.